# Iglesia de San Juan Evangelista (Mendarózqueta)
La iglesia de San Juan Evangelista es un edificio situado en el concejo español de Mendarózqueta, en la provincia de Álava.

## Descripción
El edificio se encuentra en el concejo español de Mendarózqueta, del municipio de Cigoitia, perteneciente a la provincia de Álava, en la comunidad autónoma del País Vasco. Se menciona como iglesia parroquial del lugar en el undécimo volumen del Diccionario geográfico-estadístico-histórico de España y sus posesiones de Ultramar de Pascual Madoz, donde aparece descrita con las siguientes palabras: «igl. parr. (San Juan), servida por un beneficiado con título de cura, de patronato del cabildo; cementerio contiguo á la igl.». En el tomo de la Geografía general del País Vasco-Navarro dedicado a Álava y escrito por Vicente Vera y López, se dice lo siguiente: «Su parroquia, de categoría rural de segunda clase, pertenece al arciprestazgo de Armentia, y está dedicada á San Juan».